# Micropygia schomburgkii
Micropygia schomburgkii là một loài chim trong họ Rallidae.